# 日本の林道一覧
日本の林道一覧（にほんのりんどういちらん）は、日本にある主要な林道の一覧である。

## スーパー林道
- 道北スーパー林道
- 道東スーパー林道
- 田沢スーパー林道
- 奥岩泉スーパー林道
- 御大堂スーパー林道
- 朝日スーパー林道
- 田代山スーパー林道
- 奥鬼怒スーパー林道（山王林道）
- 妙義荒船スーパー林道（妙義荒船林道）
- 御荷鉾スーパー林道
- 上高地乗鞍スーパー林道（上高地乗鞍林道）
- 白山白川郷ホワイトロード（旧名称：白山スーパー林道、白山林道）
- 南アルプススーパー林道
- 天竜スーパー林道（スーパー林道天竜線）
- 和田川松根スーパー林道
- 大山東部スーパー林道
- 剣山スーパー林道
- 黒尊スーパー林道
- 奥日田スーパー林道
- 米良椎葉スーパー林道
- 奄美中央スーパー林道

## 北海道地方
- 知床林道（オホーツク総合振興局）
- 道東林道（十勝総合振興局、釧路総合振興局）
- 幾春別林道（空知総合振興局）
- 宗谷林道（宗谷総合振興局）
- 林道滝雄・厚和線（オホーツク総合振興局）

## 東北地方
- 白神ライン（青森県深浦町岩崎 - 青森県中津軽郡西目屋村）
- 八戸川内大規模林道（青森県八戸市 - 岩手県宮古市川内）
北上山地の山深い山岳道路は整備が行き届いた2車線のワインディングロードであり、路線延長は100 kmにおよぶ[1]。道沿いに集落を見ることはほとんどないうえ交通量も少なく、対向車と出会うことは稀である[1]。冬季閉鎖区間があり、11月中旬から4月下旬にかけて通行することは出来ない[1]。岩泉町の沿道に龍泉洞がある[1]。
- 真昼岳林道（秋田県仙北郡美郷町 - 岩手県和賀郡西和賀町）
- 二口林道（宮城県仙台市太白区 - 山形県山形市、県道仙台山寺線の県境区間が林道に降格した）

## 関東地方
- ふるさと林道湯の沢線（群馬県甘楽郡南牧村 - 群馬県多野郡上野村）
- 林道七久保橋倉線（群馬県甘楽郡下仁田町）
- 基幹林道前日光線（栃木県日光市 - 栃木県足利市）
- 奥秩父林道（埼玉県秩父市国有林道地先）
- 広河原逆川林道（埼玉県飯能市 - 埼玉県秩父市、県営林道）
- 奥武蔵グリーンライン・広域林道（埼玉県飯能市・毛呂山町・越生町・ときがわ町・東秩父村・横瀬町・秩父市、県営林道）
- 金山志賀坂林道（埼玉県小鹿野町から埼玉県秩父市、県営林道）
- 林道上野大滝線（埼玉県秩父市から群馬県多野郡上野村、県営林道 / 民有林道）
- 鋸山林道（東京都西多摩郡檜原村 - 東京都西多摩郡奥多摩町）
- 塩水林道（神奈川県愛甲郡清川村）
- 久野林道（神奈川県小田原市）
- 白銀林道（神奈川県小田原市 - 神奈川県足柄下郡湯河原町）

## 中部地方
- 有峰林道（富山県富山市）
- 別又僧ヶ岳線（富山県魚津市 - 富山県黒部市）
- 広域基幹林道犀鶴線（石川県金沢市 - 石川県白山市）
- 二枚田幹線林道（福井県福井市）
- 黒河林道（福井県敦賀市）
- 粟柄河内谷林道（福井県三方郡美浜町 - 滋賀県高島市）
- 広域基幹林道栃木山中線（滋賀県伊香郡余呉町-福井県敦賀市）
- 林道冠山線（福井県今立郡池田町 - 岐阜県揖斐郡揖斐川町）
- 林道塚線（福井県南条郡南越前町 - 岐阜県揖斐郡揖斐川町）
- 林道美山大野線（福井県福井市 - 福井県大野市）
- 越前西部広域基幹林道（福井県越前市 - 福井県福井市）
- 上高地乗鞍林道（長野県松本市）
- 妙義荒船スーパー林道・妙義荒船林道（長野県佐久市 - 群馬県安中市）
- 経ヶ岳林道（権兵衛トンネルの開通まで暫定的に国道361号となっていた）（長野県伊那市）
- 夢の平林道（長野県北佐久郡立科町）
- 川上牧丘林道（長野県南佐久郡川上村 - 山梨県山梨市）
- 高山大山林道（岐阜県高山市 - 富山県富山市）
- 林道湯之奥猪之頭線（山梨県南巨摩郡身延町湯之奥 - 静岡県富士宮市猪之頭）
- 豊岡梅ヶ島林道（山梨県南巨摩郡身延町大城 - 静岡県静岡市葵区梅ヶ島）
- 井川雨畑林道（山梨県南巨摩郡早川町雨畑 - 静岡県静岡市葵区小河内）

## 近畿地方
- マキノ林道（滋賀県高島市）
- 広域基幹林道鵜川村井線（滋賀県高島市）
- 丹波広域基幹林道（京都府船井郡京丹波町 - 京都府京都市）
- 八丁林道（京都府京都市）
- 大川上林道（京都府南丹市 - 京都府京都市）
- 柏原林道（兵庫県洲本市）
- 上田林道（兵庫県南あわじ市）
- 池ノ尾林道（兵庫県新温泉町）
- 坂本林道（兵庫県新温泉町）
- 諸寄・居組線（兵庫県新温泉町）
- 浜坂・諸寄線（兵庫県新温泉町）
- 草太林道（兵庫県新温泉町）
- 三川林道（兵庫県豊岡市、兵庫県香美町）
- 妙見・蘇武林道（兵庫県養父市、兵庫県豊岡市、兵庫県香美町）
- 紀泉高原林道（紀泉高原スカイライン）（和歌山県紀の川市）
- 本山谷平井林道（和歌山県田辺市）

## 中国地方
- 串掛林道（広島県安芸郡海田町 - 広島県安芸郡熊野町）
- 大向長者原林道（広島県廿日市市）
- 十方山林道（広島県山県郡安芸太田町横川二軒小屋 - 広島県廿日市市吉和中津谷）

## 四国地方
- 剣山スーパー林道（徳島県勝浦郡上勝町 - 徳島県那賀郡那賀町）
- 瓶ヶ森林道（UFOライン）（高知県吾川郡いの町）
- 虚空蔵林道（佐川わんぱく街道）（高知県高岡郡佐川町）
- 東津野城川林道（高知県高岡郡津野町 - 高知県高岡郡檮原町）
- 平野林道(愛媛県西条市)

## 九州地方
- 基幹林道苓北天草線（熊本県天草郡苓北町 - 熊本県天草市）
- スーパー林道奥日田グリーンライン（大分県日田市）
- 大規模林道宇目小国線（大分県佐伯市 - 豊後大野市 - 竹田市 - 熊本県阿蘇郡小国町）
- ふるさと林道戸屋平・宇曽河内線（大分県臼杵市 - 大分県佐伯市）
- 諸塚山林道（六峰街道）（宮崎県東臼杵郡諸塚村）
- 大河内桑木原林道（宮崎県東臼杵郡椎葉村）
- 五家荘椎葉林道（宮崎県東臼杵郡椎葉村 - 熊本県八代市泉町）